# Gianfranco Brancatelli
Gianfranco Brancatelli, född 18 januari 1950 i Turin, är en italiensk racerförare.

## Racingkarriär
Brancatelli körde i det europeiska F3-mästerskapet 1975, som det året vanns av australiern Larry Perkins, och slutade på tionde plats. Året efter fortsatte Brancatelli i formel 3 och slutade den här gången på tredje plats i mästerskapet, efter bland annat segrar på Mantorp Park och Vallelunga.
1977 hoppade han över till Giancarlo Minardis formel 2-stall men lyckades inte särskilt vidare och slutade på sjuttonde plats totalt. 1978 körde han i det europeiska sportvagnsmästerskapet.
Säsongen 1979 försökte Brancatelli sig på att köra i formel 1. Först två gånger i Kauhsen, men lyckades inte kvalificera sig till något av loppen och därefter en gång i Merzario, men lyckades då inte förkvalificera sig.
Efter den korta formel 1-karriären körde han bland annat i ETCC och vann det mästerskapet 1985 tillsammans med svensken Thomas Lindström.

## F1-karriär
| Säsong | Stall/Tillverkare          | Poäng | Placering |
| ------ | -------------------------- | ----- | --------- |
| 1979   | Kauhsen-Ford Merzario-Ford | 0     | –         |